# Thermococci
Thermococci är en klass av arkéer som ingår i fylumet Euryarchaeota. Klassen beskrevs av Zillig och Reysenbach år 2002.